# ペルシア哲学
ペルシア哲学(ぺるしあてつがく)あるいはイラン哲学(いらんてつがく)はインド=イラン・アーリア人のルーツに由来し、ザラスシュトラの教えに影響を受けた古代ペルシア哲学の思想・学派にまで遡ることができる。オクスフォード哲学辞典によれば、哲学の主題・学問は紀元前1500年のインド=イラン人に始まるという。オックスフォード哲学辞典には「ザラスシュトラの哲学はユダヤ教を通じて西洋哲学に、そして中期プラトニズムにも影響を与えることになった」とも書かれている。
イランの歴史を通じて、そしてアラブ人やモンゴル人の征服のような顕著な社会的・政治的変化のために、古代ペルシアから主にゾロアスター教に関連した学派、そしてイスラーム到来以前の時代の後期に現れたマニ教、マズダク教といった教派、さらにそれらと同様に様々なイスラーム到来後の学派まで、幅広い思想を持った学派が哲学的問題に対する様々な考え方を示した。アラブ人による征服以降のペルシア哲学は、古代ペルシア哲学・ギリシア哲学とイスラーム哲学の発展との間での様々な相互作用が特徴である。照明学派や超越論的神智学はペルシアの二つの重要な哲学学派とされる。

## 古代ペルシア哲学

### ゾロアスター主義
ザラスシュトラ(ゾロアスター)の教えはいくつかの点で紀元前1800~紀元前1700年のペルシアに現れた。彼の叡智はゾロアスター教の基盤となり、一般にインド=イラン人の哲学の分枝であるイラン哲学の発展に影響した。ザラスシュトラは哲学の術語としての悪を初めて扱った人物である。彼は宗教史において最初の一神論者と信じられてもいる。彼は「よい思考(pendar-e-nik)、よい言葉(goftar-e-nik)、よい行い(kerdar-e-nik)」の優位に基づいた倫理哲学を支持した。
ザラスシュトラやゾロアスター教徒の著作はギリシア哲学とローマ哲学に顕著な影響を与えた。クニドスのエウドクソスのような古代ギリシア語著述家や大プリニウスのようなラテン語著述家といった何人かの人物がゾロアスター哲学を「最も有名で、最も有用」だと称賛している。プラトンはエウドクソスからゾロアスター哲学を聞き及び、自身の実在論に取り入れた。しかし、プラトンの『国家』の、「エルの神話」のくだりなどはザラスシュトラの『自然について』を剽窃したものだとして紀元前3世紀のランプサコスのコロテスが糾弾している。
18世紀後半になるまでその思想に関してはほとんど知られていなかったにもかかわらず、古典時代以降の西洋文化においてザラスシュトラは賢人、魔法使い、奇跡の人として知られていた。彼の思想が知られるまでは、彼の名前は古代の失われた叡智と結びつけて考えられ、それらの叡智にアクセスできると主張したフリーメイソンやその他の集団によって称揚された。ザラスシュトラはモーツァルトのオペラ『魔笛』(独: Die Zauberflöte)に異名「ザラストロ Sarastro」として登場し、「夜の女王」に対して道徳的な戒めを提示した。ヴォルテールのような啓蒙時代の著述家はゾロアスター教に関して、それがキリスト教より好ましい一種の理神論であるという考えのもとで研究を奨励した。
2005年に、オックスフォード哲学辞典は哲学的事件の年代記の中でザラスシュトラを第二位に位置づけた。ザラスシュトラの影響は、彼が築いたマズダ・ヤスナと呼ばれる合理的な倫理学の体系のためもあって今日も残っている。マズダ・ヤスナという言葉はアヴェスター語であり、日本語に訳すると「知識の信仰」となる。
ペルシアの哲学者フシュターナーもまたザラスシュトラの思想・哲学の影響下にあり、さらに、フシュターナーの弟子のデモクリトスを通じてギリシア哲学に影響を及ぼした。ユダヤ教やギリシアの神秘主義的宗教がキリスト教の形成に影響を与えたのと同じだけゾロアスター教もキリスト教の形成に影響を与えたと目されている。

### マニ主義
マニ教はマニによって創始され、西は北アフリカ、東は中国まで勢力を持った。その影響は西方のキリスト教思想にわずかに残っているが、それはマニ教からキリスト教に改宗したヒッポのアウグスティヌスによる。彼は著作中でマニ教を激しく非難しており、彼の著作がカトリック、プロテスタント、正教会の神学者たちの間で影響力を保っている。マニ主義の重要な教義は二元論的な宇宙論・神学だが、この教義はマズダクが創始した哲学であるマズダク主義と同じであった。この二元論の下では、宇宙には二つの根源的な原理が存在する。つまり、光、善い原理と闇、悪い原理である。この二つの原理は宇宙的な災難によって混ざり合ってしまう。そこで、この人生における人間の役割は善い行いによって自分の一部を光に属しなおさせることになる。マニは善と悪の混合を宇宙の悲劇だとみなしたが、マズダクはこれをより中立的で、楽天的ですらある立場から見た。

### マズダク主義
マズダク(生年不詳 - 524年/528年)はイランの原始社会主義的改革者で、サーサーン朝のカワード1世の治世に大きな影響力を得た。彼は自分が神の預言者だと主張し、財産共有制と社会福祉計画を始めた。
マズダクの教えは様々な方法で社会革命の招きだと理解されうる。マズダクの教えは原始共産制「共産主義」だと言われてきた。

### ズルワーン主義
ズルワーン主義の特徴は、その第一の原理の構成要素が時間、つまり「ズルワーン」、根本的な創造者となっていることである。ゼーナーによれば、ズルワーン主義は三つの学派を持っており、そのすべてが古典的ズルワーン主義をその基盤として持っていた:

#### 美学的ズルワーン主義
美学的ズルワーン主義は知られている限りでは「唯物論的」なものより人気がなかったようである。この教派ではズルワーンを、欲望の影響下では理性(男性原理)と情欲(女性原理)の二つに分けられる、未分化な時間とみなしていた。

#### 唯物論的ズルワーン主義
ザラスシュトラの想定したアフラ・マズダは自身の意志によって宇宙を創造したが、唯物論的ズルワーン教は、全ては無から作られたという考えに挑戦した。

#### 運命論的ズルワーン主義
運命論的ズルワーン主義の源流は、時間には始まりと終わりがあるという教義と、それが示唆する物質的宇宙のあらかじめ定まった行程を変えることはできないという考えや、「天球」上の星の通り道はこの定まった行程を表しているという考えにある。中世ペルシア時代の文書『メノグ・イ・クラド』によれば: 「アフラ・マズダは幸福を人に割り当てたが、人がそれを受け取らなければ、それはこれらの惑星の強要に帰していた。」
イス・カ・トラン

## 古典イスラーム時代
イスラームの到来以降もペルシアの学的な伝統は存続し、ペルシア哲学の発展の大いに寄与した。その主な学派としてシーラーズ学派、ホラーサーン学派、マラゲー学派、エスファハーン学派、テヘラン学派がかつて存在し、ある程度は現在も存続している。

### イブン・スィーナー主義
イスラーム黄金時代にはイブン・スィーナーのアリストテレス主義およびネオプラトニズムとカラームとの調和がうまくいったことにより、イブン・スィーナー主義は12世紀までにイスラーム哲学の主導的な学派となった。イブン・スィーナーはそれまでに哲学の主要な権威となり、12世紀の何人かの学者が同時代の彼の強い影響について批評している:
「[イブン・スィーナーの]言うことなら何でも真実だと今日の人々[は信じている]。彼が誤っているなどとは思いもよらないし、彼の行ったことと矛盾することを言う人がいたら、その人の言うことは非合理的であるに違いないのだ」
イブン・スィーナー主義は中世ヨーロッパにも大きく影響した。特に、自然の本性に関する彼の教説や彼の実存―本質の区別が、これらに対してスコラ学派で起こった議論や非難とともに影響した。特にパリでは後の1210年にイブン・スィーナー主義が禁止された。それにもかかわらず、彼の心の哲学と知識の理論はオーヴェルニュのギヨームやアルベルトゥス・マグヌスに影響し、彼の形而上学はトマス・アクィナスの思想に大きな影響を与えた。

### 照明主義
照明学派は12世紀にシャハーブ・アル=ディーン・スフラワルディーが創始したイスラーム哲学の学派である。この学派はイブン・スィーナーの哲学と古代ペルシア哲学とを融合させ、さらにスフラワルディーの新たな革新的な思想を付加したものである。この学派はネオプラトニズムの影響を受けてきたとしばしば言われる。

### 超越論的神智学
超越論的神智学はモッラー・サドラーが17世紀に始めたイスラーム哲学の学派である。彼の哲学と存在論のイスラーム哲学に対する重要性は後のマルティン・ハイデッガーの哲学の20世紀西洋哲学に対する重要性とちょうど同じだとされる。モッラー・サドラーは「真実の本性を扱ううえでの新しい哲学的識見」を獲得し、「本質主義から実存主義への大転換」を成し遂げた。彼がこれをイスラーム哲学において成し遂げたのは、西洋哲学で同じことがなされる数百年前のことである。

## 現代のペルシア哲学
哲学はイランにおける研究活動の主要な主題であったし現在もそうである。西洋の様式の大学に先立って、哲学は神学校において研究される主な分野であった。現在イランで出版されている哲学書の数と他国のそれとを比較すると、イランはことによるとこの分野で一位に位置づけられるが、それは哲学書出版の見地からは頂点に位置する。
イランで出版されている哲学関係の雑誌の中には、1972年以降テヘラン大学哲学部から出版されている『FALSAFEH-The Iranian Journal of Philosophy』、テヘランのアッラーメ・タバータバーイー大学から出版されている『Hikmat va Falsafeh』、ゴムのイマーム・ホメイニー国際神学校から出されている『Ma'rifat-e Falsafeh』があり、その他にも多くの哲学を扱った雑誌がある。また、ゴムのダフタール・タブリガトが出版している『Naqd o Nazar』には哲学的な話題を扱った記事や宗教関連の思想家・知識人の関心を惹くような記事がしばしば掲載されている。
スーフィズムがイラン/ペルシア哲学に巨大な影響を及ぼしてきたことに言及しておくことが重要である。

## 学派と哲学者の一覧

### 古代ペルシア哲学
- ゾロアスター教
  - ザラスシュトラ (ゾロアスター)
  - ジャーマースプ、古代ペルシアの貴人、最初のペルシア哲学者の一人とされる。中世ペルシア語の著作『ジャーマースプ・ナーマグ』も参照。
  - フシュターナー(古代ギリシア語化された「オスタネス」の名で知られる)
  - タンサール、ペルシアの影響力の高い大祭司(モバド)で、「ヴォフー・クシャスラ」、あるいは「フフワダーイー」(よい統治)という概念に基づいたサーサーン朝の政治哲学の発展に中枢的な役割を果たした人物の一人とされる。
  - マルダン・ファッルフ・オフルマズッダダン
  - アロゥールファルンバグ・ファッロフザダン
  - アドゥールバド・エメダン
  - アーザル・カイヴァーン
  - アヴェスター
  - ガーサース
- アナカルシス、スキタイ人の哲学者
- マズダク教、サーサーン朝ペルシアに発生した原始共産制
  - マズダク
  - 大マズダク
- マニ教
  - マニ
- ズルワーン教
- ジュンディーシャープール学院
  - ボルズーヤ、ペルシアの哲学者、医者、サーサーン朝の宰相(ワズィール)、バックギャモンの発明者。ボルズーヤは、『パンチャタントラ』の中世ペルシア語への翻訳や『ボルズーヤの引用』を含むいくつかの本を書いている。彼の哲学的思想はアブドゥッラー・イブン・アル=ムカッファが説明している
  - ブクティシュ
- ホスロー1世の哲学的言説
  - ペルシア人のパウロ
- パフラヴィー文学

### イスラームの時代
- イブン・スィーナー
- ファーラービー
- ガザーリー
- アブド・アル=カヒール・アル=ジュルジャーニー
- アブー・アル=アッバース・イランシャーリー
- カテブ・ガズウィニ
- モハンマド・イブン・ザカーリヤー・アル=ラージー
- クトゥブッディーン・シーラーズィー
- ババー・アフダル、12世紀ペルシアの才能ある哲学者
- ファクル・アル=ディーン・アル=ラージー、イマームファクル・ラージーとして知られる
- ナシール・アル=ディーン・アル=トゥーシー
- ザカーリヤー・イブン・モハンマド・イブン・マフムード・アル=ガズウィニ
- アブー・ハミード・ビン・アブー・バクル・イブラーヒーム（ニシャープールのアッタール）
- ウマル・ハイヤーム
- セムナーニー
- アリー・ハメダーニー
- ジャラールッディーン・ルーミー
- マフムード・シャベスターリー
- シャムス・アル=ディーン・ラヒージー
- シャー・ニマトゥッラー・ワリ
- アブドゥル・ラフマーン・ジャーミー
- ヌール・アリー・シャー
- シャハーブッディーン・スフラワルディーと照明学派
- アブー・ハフス・ウマル・スフラワルディー
- サドル・アル・ディーン・ダシュタキとシーラーズ学派
- ミル・ダーマード、ハイダル・アーモリーとエスファハーン学派
- モッラー・サドラーと超越論的神智学
- ジャビール・イブン・ハイヤーン
- ラジャブ・アリー・タブリージー
- ガジ・サイード・グミ
- テヘラン学派とゴム学派
- ホラーサーン学派
- モッラー・ハディ・サブザヴァリとネイシャバー学派

イスラーム哲学の歴史において、少ない数のペルシア哲学者が自身の哲学の学派を形成している。具体的には、イブン・スィーナー、ファーラービー、ガザーリー、シャハーブ・アル=ディーン・スフラワルディーらである。哲学者の中には新しい哲学を提唱しなかった者もいるが、彼らはいくつかの革新を成し遂げた。ミル・ダーマード、カジェー・ナシール、クトゥブ・アル=ディンも革新を成し遂げた部類に入る。また、哲学者の中には既存の哲学の新しい解釈を示したものもいる。アリー・モダッレースがそういう哲学者のいい例である。

### イランのバハーイー哲学
- アブドゥルバハー on Divine Philosophy